# 小河八十次
小河 八十次（おごう やそじ、1919年8月15日 - 1998年9月22日）は、昭和（戦後）の裁判官。

## 人物
1919年（大正8年）8月15日生まれ。旧制静岡県立静岡中学校、旧制静岡高等学校を経て、東京帝国大学法学部を卒業後、南満州鉄道に勤務。現地で軍隊に召集され、抑留の後、復員。1947年（昭和22年）司法試験合格。同年に創設された司法修習所第１期出身の裁判官。法律に強い理論派で、厳格な法解釈で知られた。 自衛隊の合憲性が問われた長沼ナイキ事件 控訴審の裁判長。１審で出された初の自衛隊違憲判決を覆し、最高裁の「送り込み人事」、「長沼シフト」と言われた。

## 略歴
- 1947年 司法試験合格、司法修習
- 1949年6月〜1950年12月 静岡地裁判事補
- 1950年12月〜1955年6月 静岡地家裁判事補
- 1955年7月〜1956年3月 東京家地裁八王子支部判事補
- 1956年3月〜1959年5月 東京地家裁判事補
- 1959年5月〜1959年6月 札幌地家裁判事補
- 1959年5月〜1961年4月 札幌地家裁判事
- 1961年5月〜1962年4月 札幌地裁２民部総括
- 1962年5月〜1965年4月 東京地裁判事
- 1965年4月〜1968年5月 甲府地裁民事部部総括
- 1968年6月〜1971年9月 東京地家裁判事
- 1971年10月〜1971年12月 東京地家裁部総括
- 1971年12月〜1973年11月 横浜地裁２民部総括
- 1973年12月〜1977年2月 札幌高裁第２民部総括
- 1977年2月〜1978年10月 仙台家裁所長
- 1978年10月〜1980年3月 浦和家裁所長
- 1980年4月〜1981年3月 東京高裁１０民部総括
- 1981年4月 依願退官
- 1989年春 勲二等瑞宝章受章[3]